# Universidad Nacional de Construcción Naval Almirante Makárov
La Universidad Nacional de Construcción Naval Almirante Makárov es una institución de educación superior en Mikolaiv.

## Historia
En abril de 1901 el Ministerio de Educación del Imperio Ruso anunció su apertura en Mikolaiv, desde el 1 de julio de 1902, como una escuela secundaria técnico-mecánica. Esta se convertiría en la base para la creación de la universidad.
El 18 de septiembre de 1920 comenzó a funcionar como instituto técnico industrial, que comprendía los departamentos de construcción naval, mecánica, electricidad y construcción de caminos. El nombre del Instituto Técnico Industrial Mikolaiv se convirtió en una de las mayores instituciones educativas, de la que se graduaban ingenieros calificados. La duración de los estudios en el instituto técnico duraba tres años.
En el año académico 1926 - 1927, el Instituto Técnico Industrial se reorganizó en el Instituto Técnico de Construcción Naval y la duración de los estudios aumento de tres a cuatro años. En este periodo se construyeron y equiparon los laboratorios de resistencia de materiales, química e ingeniería de calor.
En 1929 el Instituto Técnico de Construcción Naval Mikolaiv se fusionó con el Instituto Técnico Nocturno de Trabajadores de Mikolaiv. La nueva institución recibió el nombre de Instituto de Ingeniería Mecánica Mikolaiv. En 1930 después de la fusión con la facultad de construcción naval del Instituto Politécnico Odesa se le renombró como Instituto de Construcción Naval Mikolaiv.
El instituto fue evacuado durante la Segunda Guerra Mundial. Se abrió como Instituto de Construcción Naval Mikolaiv, primero en Stalingrado, después en Astrajani y más tarde en Prllebalsk. El 30 de junio de 1944 se tomó la decisión de retornar el instituto a Mikolaiv. El 1 de octubre de 1944 ya en Mikolaiv, el Instituto de Construcción Naval Mikolaiv, dio inicio a clases.
En 1945 se volvió al principal trabajo dentro del plan de cinco años de reconstrucción y desarrollo del instituto. A finales de 1947 el edificio principal del instituto fue restaurado.
En 1946, en el instituto, se crearon los siguientes posgrados sobre la base de los principales departamentos: Construcción de Cubiertas Navales, Tecnología de Construcción de Buques, Turbinas de Vapor de Buques, Calderas de Vapor de Buques, Motores de Combustión Interna de Buques.

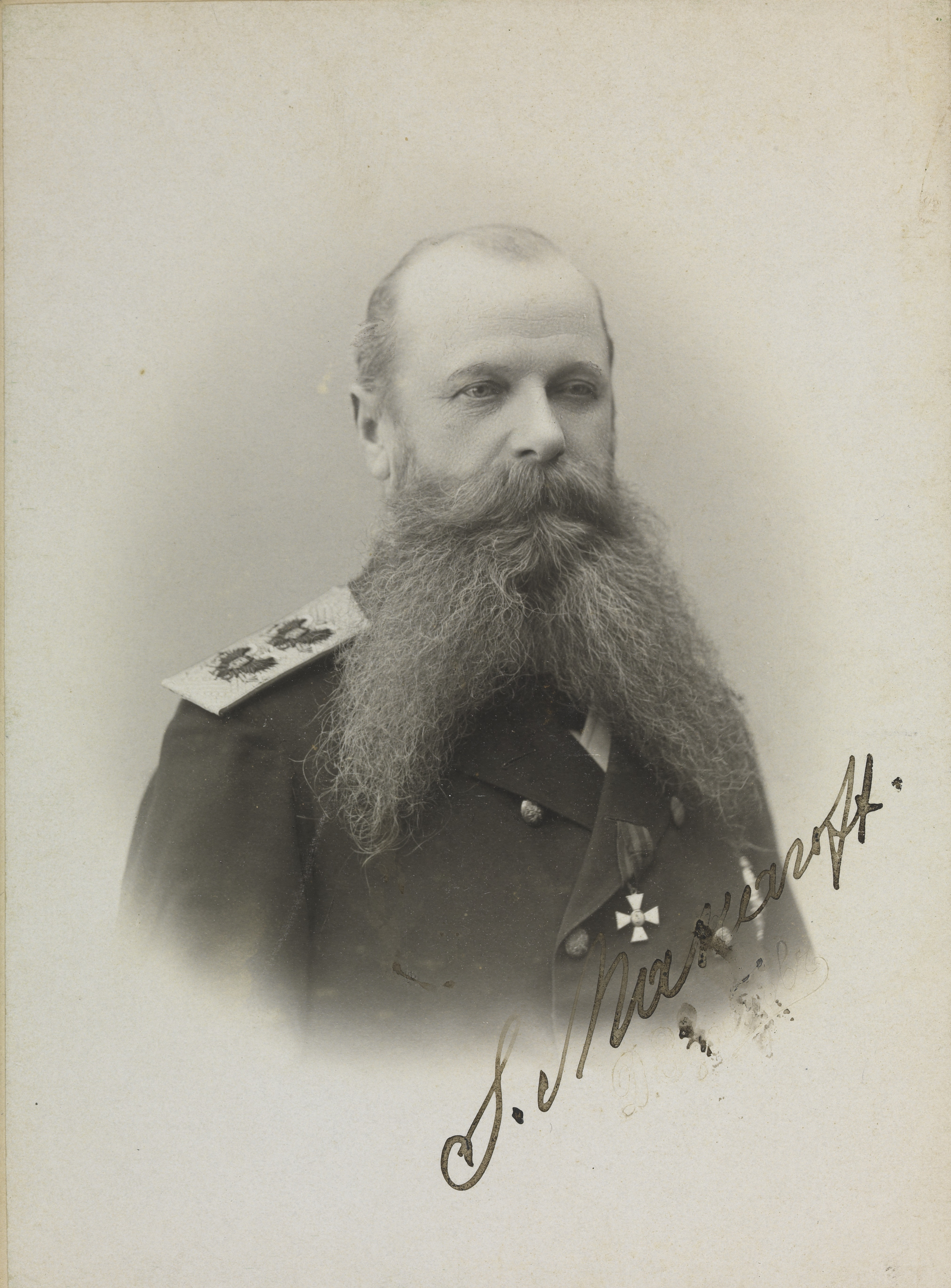
Stepán Makárov

En 1949, por decisión del gobierno de la URSS el instituto fue galardonado con el nombre del Almirante Stepán Makárov.
Para el aniversario número cincuenta, el 18 de septiembre de 1970, por decreto presidencial de la Unión Soviética URSS se le concede al instituto la Orden de la Bandera Roja del Trabajo por sus servicios en la formación de ingenieros y sus logros en el desarrollo de investigación científica.
En 1994, por decisión del gobierno Ucraniano, el instituto recibe el cuarto nivel de acreditación. Se convierte en universidad estatal bajo el nombre de Universidad Técnica Estatal de Marina de Ucarania.
Por decreto del presidente de Ucrania, el 25 de marzo de 2004, la universidad pasa a ser estado nacional bajo el nombre Universidad Nacional de Construcción Naval Almirante Makárov.

## Clasificación
En 2014, la agencia «Experta RA» incluyó a la universidad en su lista de mejores instituciones de educación superior de la Comunidad de Estados Independientes, donde se le concedió la categoría de calificación «E».

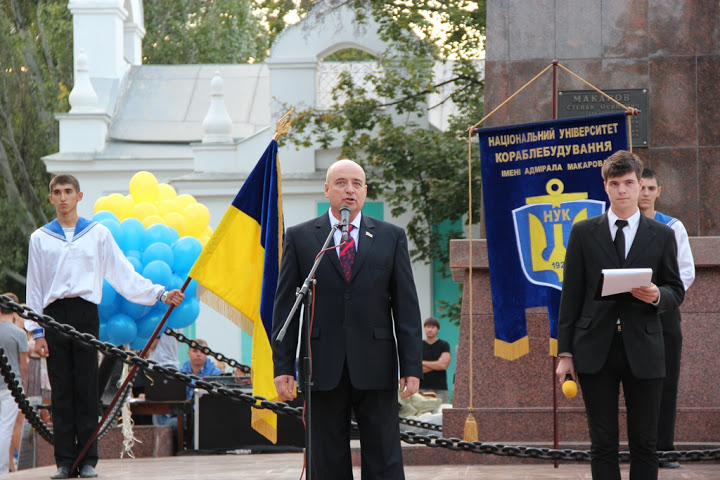
Ryzhkov Sergii, Rector de Universidad Nacional de Construcción Naval Almirante Makárov

## Institutos
- Instituto de Construcción Naval
- Instituto de Ingeniería Informática y Ciencias Tecnológicas
- Instituto de Construcción de Maquinaria
- Instituto de Electricidad y Automatización
- Instituto de Humanidades
- Instituto de Educación a Distancia
- Instituto Técnico de Pervomaiski
- Instituto de Posgrados
- Instituto de Ingeniería Naval

## Facultades
- Facultad Naval de Economía
- Facultad de Tecnología
- Facultad de Infraestructura Marítima

## Instituciones asociadas
- Instituto Jerson
- Centro Educativo de Consultoría Kiev
- Centro Educativo de Consultoría Tokmak
- Centro Educativo de Consultoría de Ucarania

## Base de Conocimientos «VnukiMakarova»

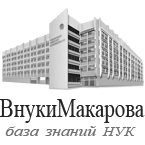
Logo oficial de VnukiMakarova

En la Universidad de Construcción Naval existe una base de datos electrónica de conocimientos «VnukiMakarova». Este proyecto wiki tiene como objetivo la transferencia de archivos de la universidad en formato electrónico, además de la creación de nuevos artículos. Esto por sí mismo constituye una contribución en la transición de la universidad a la etapa de desarrollo de tecnologías de la información.
El proyecto consta de varias secciones, de las cuales las principales son las siguientes:
- Biblioteca de nietos: Biblioteca electrónica libre abierta; cuya principal finalidad es garantizar la accesibilidad e información transparente, la cual es necesaria para una educación de calidad.
- Programa de nietos: Horario de clases en línea, administrado por los participantes del wiki-proyecto, grupo de estudiantes y cabecillas.

## Centro de Enseñanza e Investigación para la Cooperación Internacional
La cooperación internacional de la Universidad Nacional de Construcción Naval Almirante Makárov está dirigida a al integración de la universidad en el proceso de educación mundial con miras a la expansión de lazos internacionales y la iniciación conjunta de investigación, enseñanza y proyectos de educación. Esta es a la vez una de las prioridades estratégicas para el desarrollo de la universidad dentro del siglo XXI. Con la finalidad de llegar a este objetivo se ha construido y opera, para las áreas de investigación, educación y cultura, el «Centro de Enseñanza e Investigación para la Cooperación Internacional».
La universidad mantiene una permanente y fructífera cooperación con otras universidades, instituciones de investigación y empresas industriales en los Estados Unidos, Gran Bretaña, Alemania, Noruega, China, Polonia, Rumania, Turquía, Bulgaria, Irán, España, Vietnam y otros países de la Comunidad de Estados Independientes. Un enfoque importante dentro de las actividades internacionales de la universidad es la participación de los maestros, personal, aspirantes y estudiantes en el programa para la obtención de becas o donaciones de organizaciones y fundaciones internacionales, tales como el Servicio Alemán de Intercambio Académico (DAAD), Alexander von Humboldt Foundation, Programa Fulbright, International Research & Exchanges Board (IREX), Fondo de Educación para la Democracia (Polonia), entre otras.